# Sallie W. Chisholm
Sallie W. (Penny) Chisholm est une biologiste et océanographe américaine de l'Institut de technologie du Massachusetts (MIT). Elle est spécialisée dans l'écologie et l'évolution des microbes océaniques.  

## Biographie

### Formation
Chisholm étudie au lycée de Marquette et en sort en 1965. Elle poursuit ses études à l'université Skidmore College et obtient un PHD, équivalent d'un doctorat, de l'université de New York à Albany, en 1974.

### Travaux
Chisholm enseigne à l'Institut de technologie du Massachusetts (MIT) depuis 1976. Ses recherches portent sur l'écologie marine du phytoplancton. Ses premiers travaux sont consacrés aux processus par lesquels le phytoplancton trouve des nutriments et l'impact de ces processus sur son cycle saisonnier. Cela l'a amené à utiliser la cytométrie en flux, qui peut être utilisée pour mesurer les propriétés des cellules individuelles.
L'application de la cytométrie en flux à des échantillons de milieu a permis à Chisholm et ses collaborateurs (notamment R. J. Olson et H. M. Sosik) de découvrir que le petit plancton (en particulier le Prochlorococcus et le Synechococcus) représente une partie beaucoup plus substantielle de la productivité marine que ce qui avait été imaginé. Auparavant, les biologistes océanographes pensaient que les diatomées silicatées formaient la masse la plus importante du phytoplancton, à l'origine de l'absorption de 10 à 20 gigatonnes de carbone chaque année. Les travaux de Chisholm ont montré qu'en fait une quantité encore plus grande de carbone est absorbée par ces petites algues, qui jouent potentiellement un rôle important dans le cycle de l'azote.
Au cours des dernières années, Chisholm a joué un rôle significatif en s'opposant au recours à la fertilisation par le fer comme solution technologique au problème du changement climatique anthropique.

## Récompenses
Chisholm est membre de l'Académie nationale des sciences (United States National Academy of Sciences) depuis 2003.
En janvier 2010, elle a reçu la médaille Alexander-Agassiz, récompensant ses « études pionnières sur les principaux organismes marins photosynthétiques et l'importance de ses résultats pour une nouvelle compréhension de l'océan ». 
Elle est co-récipiendaire en 2012 du prix Ruth-Patrick de l'Association pour les Sciences de la Limnologie et d'Océanographie.
Chisholm a reçu du président Barack Obama la National Medal of Science le 1er février 2013.
En 2013, elle reçoit aussi le prix de l'écologie Ramon-Margalef en tant que « l'un des chercheurs les plus productifs, les plus charismatiques et actifs dans le domaine de la biologie et de l'écologie marine ».

## Publications
- Unveiling Prochlorococcus: The Life and times of the ocean’s smallest photosynthetic cell, In: Microbes and Evolution: The World That Darwin Never Saw, R. Kolter et S. Maloy [eds], ASM Press, 2012, p. 165.
- M. L. Coleman et S. W. Chisholm, « Ecosystem-specific selection pressures revealed by comparative population genomics », PNAS, vol. 107, no 43,‎ 2010, p. 18634–18639 (DOI 10.1073/pnas.1009480107)
- D. Lindell, J.D. Jaffe, M.L. Coleman et I.M. Axmann, « Genome-wide expression dynamics of a marine virus and host reveal features of coevolution », Nature, vol. 449,‎ 2007, p. 83–86 (DOI 10.1038/nature06130)
- S.W. Chisholm, P.G. Falkowski et J.J. Cullen, « Dis-Crediting Ocean Fertilization », Science, vol. 294, nos 309–310,‎ 2001
- S.W. Chisholm, R.J. Olson, E.R. Zettler et R. Goericke, « A novel free-living prochlorophyte abundant in the oceanic euphotic zone », Nature, vol. 334, no 6180,‎ 1988, p. 340–343 (DOI 10.1038/334340a0)